# 474 (numero)
Quattrocentosettantaquattro (474) è il numero naturale dopo il 473 e prima del 475.

## Proprietà matematiche
- È un numero pari.
- È un numero composto con i seguenti divisori: 1, 2, 3, 6, 79, 158, 237. Poiché la somma dei suoi divisori è 486 > 474, è un numero abbondante.
- È un numero sfenico.
- È un numero noncototiente.
- È un numero ennagonale.
- È un numero palindromo e un numero ondulante nel sistema numerico decimale.
- È un numero 45-gonale.
- È un numero intoccabile.
- È parte delle terne pitagoriche (474, 632, 790), (474, 6232, 6250), (474, 18720, 18726), (474, 56168, 56170).
- È un numero nontotiente (per cui la equazione φ(x) = n non ha soluzione).

## Astronomia
- 474 Prudentia è un asteroide della fascia principale del sistema solare.
- NGC 474 è una galassia lenticolare della costellazione dei Pesci.

## Astronautica
- Cosmos 474 è un satellite artificiale russo.